# Omgång 1 i kvalspelet till världsmästerskapet i fotboll 2018 (AFC)
Omgång 1 i kvalspelet till världsmästerskapet i fotboll 2018 var den första av fyra omgångar i AFC:s kvalspel till världsmästerskapet i fotboll 2018 i Ryssland.

## Resultat
| AFC – kvalomgång 1 | AFC – kvalomgång 1 | AFC – kvalomgång 1 | AFC – kvalomgång 1 | AFC – kvalomgång 1 |
| ------------------ | ------------------ | ------------------ | ------------------ | ------------------ |
| Lag 1              | Totalt             | Lag 2              | Möte 1             | Möte 2             |
| Indien             | 2–0                | Nepal              | 2–0                | 0–0                |
| Jemen              | 3–1                | Pakistan           | 3–1                | 0–0                |
| Östtimor           | 5–1                | Mongoliet          | 4–1                | 1–0                |
| Kambodja           | 4–1                | Macao              | 3–0                | 1–1                |
| Kinesiska Taipei   | 2–1                | Brunei             | 0–1                | 2–0                |
| Sri Lanka          | 1–3                | Bhutan             | 0–1                | 1–2                |

### Indien mot Nepal
| 1.A            | 12 mars 2015   | Indien           | 2 – 0           | Nepal | Indira Gandhi Athletic Stadium                           |                                                          |
| 19:00 UTC+5:30 | 19:00 UTC+5:30 | Chhetri 53′, 70′ | (0 – 0) Rapport |       | Guwahati Publik: 11 200 Domare: Aziz Asimov (Uzbekistan) | Guwahati Publik: 11 200 Domare: Aziz Asimov (Uzbekistan) |
| 19:00 UTC+5:30 | 19:00 UTC+5:30 |                  |                 |       | Guwahati Publik: 11 200 Domare: Aziz Asimov (Uzbekistan) | Guwahati Publik: 11 200 Domare: Aziz Asimov (Uzbekistan) |
| 19:00 UTC+5:30 | 19:00 UTC+5:30 |                  |                 |       | Guwahati Publik: 11 200 Domare: Aziz Asimov (Uzbekistan) | Guwahati Publik: 11 200 Domare: Aziz Asimov (Uzbekistan) |

| 1.B            | 17 mars 2015   | Nepal | 0 – 0           | Indien | Dasarath Rangasala Stadium                              |                                                         |
| 15:30 UTC+5:45 | 15:30 UTC+5:45 |       | (0 – 0) Rapport |        | Katmandu Publik: 10 500 Domare: Khamis Al-Marri (Qatar) | Katmandu Publik: 10 500 Domare: Khamis Al-Marri (Qatar) |
| 15:30 UTC+5:45 | 15:30 UTC+5:45 |       |                 |        | Katmandu Publik: 10 500 Domare: Khamis Al-Marri (Qatar) | Katmandu Publik: 10 500 Domare: Khamis Al-Marri (Qatar) |
| 15:30 UTC+5:45 | 15:30 UTC+5:45 |       |                 |        | Katmandu Publik: 10 500 Domare: Khamis Al-Marri (Qatar) | Katmandu Publik: 10 500 Domare: Khamis Al-Marri (Qatar) |

Indien avancerade till andra omgången med det ackumulerade slutresultatet 2–0.

### Jemen mot Pakistan
| 2.A         | 12 mars 2015 | Jemen                                | 3 – 1           | Pakistan          | Grand Hamad Stadium                                            |                                                                |
| 18:30 UTC+3 | 18:30 UTC+3  | Al-Matari 3′ Bugshan 56′ Al-Sasi 69′ | (1 – 0) Rapport | Bashir 67′ (str.) | Doha (Qatar) Publik: 300 Domare: Mohammad Abu Loum (Jordanien) | Doha (Qatar) Publik: 300 Domare: Mohammad Abu Loum (Jordanien) |
| 18:30 UTC+3 | 18:30 UTC+3  |                                      |                 |                   | Doha (Qatar) Publik: 300 Domare: Mohammad Abu Loum (Jordanien) | Doha (Qatar) Publik: 300 Domare: Mohammad Abu Loum (Jordanien) |
| 18:30 UTC+3 | 18:30 UTC+3  |                                      |                 |                   | Doha (Qatar) Publik: 300 Domare: Mohammad Abu Loum (Jordanien) | Doha (Qatar) Publik: 300 Domare: Mohammad Abu Loum (Jordanien) |

| 2.B         | 23 mars 2015 | Pakistan | 0 – 0           | Jemen | Khalifa Sports City Stadium                                              |                                                                          |
| 18:30 UTC+3 | 18:30 UTC+3  |          | (0 – 0) Rapport |       | Isa Town (Bahrain) Publik: 2 200 Domare: Ali Sabah Adday Al-Qaysi (Irak) | Isa Town (Bahrain) Publik: 2 200 Domare: Ali Sabah Adday Al-Qaysi (Irak) |
| 18:30 UTC+3 | 18:30 UTC+3  |          |                 |       | Isa Town (Bahrain) Publik: 2 200 Domare: Ali Sabah Adday Al-Qaysi (Irak) | Isa Town (Bahrain) Publik: 2 200 Domare: Ali Sabah Adday Al-Qaysi (Irak) |
| 18:30 UTC+3 | 18:30 UTC+3  |          |                 |       | Isa Town (Bahrain) Publik: 2 200 Domare: Ali Sabah Adday Al-Qaysi (Irak) | Isa Town (Bahrain) Publik: 2 200 Domare: Ali Sabah Adday Al-Qaysi (Irak) |

Jemen avancerade till andra omgången med det ackumulerade slutresultatet 3–1.

### Östtimor mot Mongoliet
| 3.A         | 12 mars 2015 | Östtimor                           | 4 – 1           | Mongoliet       | Östtimors nationalarena                                |                                                        |
| 16:00 UTC+9 | 16:00 UTC+9  | Quito 4′, 7′ R. Silva 84′ Neto 85′ | (2 – 0) Rapport | Batmönkhiin 87′ | Dili Publik: 9 000 Domare: Sivakorn Pu-Udom (Thailand) | Dili Publik: 9 000 Domare: Sivakorn Pu-Udom (Thailand) |
| 16:00 UTC+9 | 16:00 UTC+9  |                                    |                 |                 | Dili Publik: 9 000 Domare: Sivakorn Pu-Udom (Thailand) | Dili Publik: 9 000 Domare: Sivakorn Pu-Udom (Thailand) |
| 16:00 UTC+9 | 16:00 UTC+9  |                                    |                 |                 | Dili Publik: 9 000 Domare: Sivakorn Pu-Udom (Thailand) | Dili Publik: 9 000 Domare: Sivakorn Pu-Udom (Thailand) |

| 3.B         | 17 mars 2015 | Mongoliet | 0 – 1           | Östtimor   | MFF Football Centre                             |                                                 |
| 16:00 UTC+8 | 16:00 UTC+8  |           | (0 – 1) Rapport | Patrick 9′ | Ulan Bator Publik: 5 000 Domare: Wang Di (Kina) | Ulan Bator Publik: 5 000 Domare: Wang Di (Kina) |
| 16:00 UTC+8 | 16:00 UTC+8  |           |                 |            | Ulan Bator Publik: 5 000 Domare: Wang Di (Kina) | Ulan Bator Publik: 5 000 Domare: Wang Di (Kina) |
| 16:00 UTC+8 | 16:00 UTC+8  |           |                 |            | Ulan Bator Publik: 5 000 Domare: Wang Di (Kina) | Ulan Bator Publik: 5 000 Domare: Wang Di (Kina) |

Östtimor avancerade till andra omgången med det ackumulerade slutresultatet 5–1.

### Kambodja mot Macao
| 4.A         | 12 mars 2015 | Kambodja                          | 3 – 0           | Macao | Army Stadium                                            |                                                         |
| 16:00 UTC+7 | 16:00 UTC+7  | Vathanaka 63′, 80′ Laboravy 90+4′ | (0 – 0) Rapport |       | Phnom Penh Publik: 8 000 Domare: Ho Wai Sing (Hongkong) | Phnom Penh Publik: 8 000 Domare: Ho Wai Sing (Hongkong) |
| 16:00 UTC+7 | 16:00 UTC+7  |                                   |                 |       | Phnom Penh Publik: 8 000 Domare: Ho Wai Sing (Hongkong) | Phnom Penh Publik: 8 000 Domare: Ho Wai Sing (Hongkong) |
| 16:00 UTC+7 | 16:00 UTC+7  |                                   |                 |       | Phnom Penh Publik: 8 000 Domare: Ho Wai Sing (Hongkong) | Phnom Penh Publik: 8 000 Domare: Ho Wai Sing (Hongkong) |

| 4.B         | 17 mars 2015 | Macao              | 1 – 1           | Kambodja | Estádio Campo Desportivo                             |                                                      |
| 20:00 UTC+8 | 20:00 UTC+8  | Ka Hang 52′ (str.) | (0 – 1) Rapport | Bin 29′  | Taipa Publik: 1 000 Domare: Yaqoob Abdul Baki (Oman) | Taipa Publik: 1 000 Domare: Yaqoob Abdul Baki (Oman) |
| 20:00 UTC+8 | 20:00 UTC+8  |                    |                 |          | Taipa Publik: 1 000 Domare: Yaqoob Abdul Baki (Oman) | Taipa Publik: 1 000 Domare: Yaqoob Abdul Baki (Oman) |
| 20:00 UTC+8 | 20:00 UTC+8  |                    |                 |          | Taipa Publik: 1 000 Domare: Yaqoob Abdul Baki (Oman) | Taipa Publik: 1 000 Domare: Yaqoob Abdul Baki (Oman) |

Kambodja avancerade till andra omgången med det ackumulerade slutresultatet 4–1.

### Taiwan mot Brunei
| 5.A         | 12 mars 2015 | Kinesiska Taipei | 0 – 1           | Brunei  | Kaohsiungs nationalarena                                 |                                                          |
| 19:00 UTC+8 | 19:00 UTC+8  |                  | (0 – 1) Rapport | Adi 36′ | Kaohsiung Publik: 6 273 Domare: Rowan Arumughan (Indien) | Kaohsiung Publik: 6 273 Domare: Rowan Arumughan (Indien) |
| 19:00 UTC+8 | 19:00 UTC+8  |                  |                 |         | Kaohsiung Publik: 6 273 Domare: Rowan Arumughan (Indien) | Kaohsiung Publik: 6 273 Domare: Rowan Arumughan (Indien) |
| 19:00 UTC+8 | 19:00 UTC+8  |                  |                 |         | Kaohsiung Publik: 6 273 Domare: Rowan Arumughan (Indien) | Kaohsiung Publik: 6 273 Domare: Rowan Arumughan (Indien) |

| 5.B         | 17 mars 2015 | Brunei | 0 – 2           | Kinesiska Taipei      | Sultan Hassanal Bolkiah Stadium                                             |                                                                             |
| 20:15 UTC+8 | 20:15 UTC+8  |        | (0 – 1) Rapport | Rui 37′ Chu En-le 52′ | Bandar Seri Begawan Publik: 18 000 Domare: Turki Al-Khudhayr (Saudiarabien) | Bandar Seri Begawan Publik: 18 000 Domare: Turki Al-Khudhayr (Saudiarabien) |
| 20:15 UTC+8 | 20:15 UTC+8  |        |                 |                       | Bandar Seri Begawan Publik: 18 000 Domare: Turki Al-Khudhayr (Saudiarabien) | Bandar Seri Begawan Publik: 18 000 Domare: Turki Al-Khudhayr (Saudiarabien) |
| 20:15 UTC+8 | 20:15 UTC+8  |        |                 |                       | Bandar Seri Begawan Publik: 18 000 Domare: Turki Al-Khudhayr (Saudiarabien) | Bandar Seri Begawan Publik: 18 000 Domare: Turki Al-Khudhayr (Saudiarabien) |

Kinesiska Taipei avancerade till andra omgången med det ackumulerade slutresultatet 2–1.

### Sri Lanka mot Bhutan
| 6.A            | 12 mars 2015   | Sri Lanka | 0 – 1           | Bhutan       | Sugathadasa Stadium                          |                                              |
| 15:00 UTC+5:30 | 15:00 UTC+5:30 |           | (0 – 1) Rapport | T. Dorji 82′ | Colombo Publik: 3 500 Domare: Fu Ming (Kina) | Colombo Publik: 3 500 Domare: Fu Ming (Kina) |
| 15:00 UTC+5:30 | 15:00 UTC+5:30 |           |                 |              | Colombo Publik: 3 500 Domare: Fu Ming (Kina) | Colombo Publik: 3 500 Domare: Fu Ming (Kina) |
| 15:00 UTC+5:30 | 15:00 UTC+5:30 |           |                 |              | Colombo Publik: 3 500 Domare: Fu Ming (Kina) | Colombo Publik: 3 500 Domare: Fu Ming (Kina) |

| 6.B         | 17 mars 2015 | Bhutan               | 2 – 1           | Sri Lanka  | Changlimithang Stadium                                       |                                                              |
| 16:00 UTC+6 | 16:00 UTC+6  | C. Gyeltshen 6′, 90′ | (1 – 1) Rapport | Zarwan 34′ | Thimphu Publik: 15 000 Domare: Marai Al-Awaji (Saudiarabien) | Thimphu Publik: 15 000 Domare: Marai Al-Awaji (Saudiarabien) |
| 16:00 UTC+6 | 16:00 UTC+6  |                      |                 |            | Thimphu Publik: 15 000 Domare: Marai Al-Awaji (Saudiarabien) | Thimphu Publik: 15 000 Domare: Marai Al-Awaji (Saudiarabien) |
| 16:00 UTC+6 | 16:00 UTC+6  |                      |                 |            | Thimphu Publik: 15 000 Domare: Marai Al-Awaji (Saudiarabien) | Thimphu Publik: 15 000 Domare: Marai Al-Awaji (Saudiarabien) |

Bhutan avancerade till andra omgången med det ackumulerade slutresultatet 3–1.

## Anmärkningslista
1. ↑  Jemen spelade sin hemmamatch i Doha, Qatar på grund av att säkerheten inte kunde garanteras, då landet drabbats av en statskup.[1]
2. 1 2  Pakistan var ursprungligen planerad att spela sin hemmamatch den 17 mars 2015 (15:00 UTC +5) på Punjab Stadium, Lahore,[2] men det sköts upp på grund av säkerhetsskäl efter kyrkobombningar som drabbat staden vilket skapat oroligheter hos invånarna i Lahore.[3][4]. Matchen förlades därför till Isa Town, Bahrain.[5][6][7]